# Art Mardigan
Arthur „Art“ Mardigan (eigentlich Arthur Mardigian,; * 12. Februar 1923 in Detroit; † 6. Juni 1977 in Detroit) war ein US-amerikanischer Jazz-Schlagzeuger.
Mardigan spielte zu Beginn seiner Karriere bei Tommy Reynolds (1942) und nach Ableistung seines Militärdienstes bei Georgie Auld (1944). Die nächsten Jahre arbeitete er dann in New York City mit Dexter Gordon, Charlie Parker, Allen Eager, Elliot Lawrence und Kai Winding. 1952 war er Mitglied von Woody Herman and His Orchestra; 1954 spielte er bei Pete Rugolo und bei Jimmy Raney. Daneben leitete er ein Sextett, zu dem Al Cohn gehörte. Von 1955 war Mardigan wieder in Detroit tätig und spielte in der Hausband des Blue Bird Inn. In den 1970er Jahren ging er mit Stan Getz auf Tournee. Außerdem war er an Einspielungen von Getz, Nick Travis, Jimmy Rowles, Bill De Arango, Wardell Gray, Sarah Vaughan, Fats Navarro und Jack Brokensha (1963) beteiligt.

## Lexikalische Einträge
- Leonard Feather, Ira Gitler: The Biographical Encyclopedia of Jazz. Oxford University Press, New York 1999, ISBN 0-19-532000-X.
- Martin Kunzler: Jazz-Lexikon. Rowohlt, Reinbek 1988.
- Richard Cook, Brian Morton: The Penguin Guide to Jazz on CD, LP and Cassette. 2. Auflage. Penguin, London 1994, ISBN 0-14-017949-6.
- Richard Cook, Brian Morton: The Penguin Guide to Jazz on CD. 6. Auflage. Penguin, London 2002, ISBN 0-14-051521-6.